# Титов, Виталий Николаевич
Виталий Николаевич Титов (24 июня [7 июля] 1907 года, с. Старые Вирки, Курская губерния — 9 сентября 1980, Москва) — советский партийный деятель. Кандидат технических наук (1940). Член ЦК КПСС с 1956. Депутат Верховного Совета СССР 4—10 созывов.

## Биография
Был рабочим на торфоразработках. В 1929—1930 годы работал помощником директора совхоза. В 1935 году окончил Харьковский инженерно-строительный институт (одновременно в 1933 году работал в культпросвете, служил на флоте), затем там же — аспирант, доцент. В 1941—1943 годы — преподаватель Чимкентского сельскохозяйственного техникума (Казахская ССР).
С 1943 года — на партийной работе в Чимкентском горкоме, Южно-Казахстанском обкоме КП(б) Казахстана.
С 1944 года — на партийной работе в Украинской ССР: секретарь, 1-й секретарь Сталинского райкома (Харьков, 1944—1947); секретарь, 2-й секретарь Харьковского горкома (1947—1950). Со 2 сентября 1950 — 2-й секретарь, с 8.1953 по 2 марта 1961 — 1-й секретарь Харьковского обкома КП Украины. Одновременно — кандидат в члены ЦК КП(б) — КП Украины (27.9.1952 — 23.3.1954).
С марта 1961 по 1965 год — заведующий Отделом партийных органов ЦК КПСС по союзным республикам; одновременно — секретарь ЦК КПСС (23.11.1962 — 29.9.1965), председатель Комиссии ЦК КПСС по организационным и партийным вопросам (с 23.11.1962).
Вместе с маршалом С. С. Бирюзовым и П. И. Ивашутиным входил в комиссию, разбиравшую дела С. С. Варенцова, И. А. Серова и др. в связи с делом Пеньковского.
С 5 апреля 1965 по 24 февраля 1971 — 2-й секретарь ЦК КП Казахстана. С декабря 1970 по 9 сентября 1980 — 1-й заместитель постоянного представителя СССР в Совете экономической взаимопомощи.
Избирался кандидатом в члены ЦК КП(б) Украины (1952—1954), членом ЦК КП Украины (1954—1964), членом ЦК КПСС. Был делегатом XIX (1952), XX (1956), XXI съездов КПСС (1959).
Был депутатом Совета Союза Верховного Совета СССР IV—VI созывов (от Харьковской области, 1954—1966), VII—VIII созывов (от Карагандинской области, 1966—1974); депутатом Совета Национальностей Верховного Совета СССР IX созыва (от Армянской ССР, 1974—1979) и X созыва (от Коми АССР, с 1979).
Скончался 9 сентября 1980 года в Москве, похоронен на Новодевичьем кладбище (9 участок 6 ряд).

## Награды
- три ордена Ленина
- орден Октябрьской Революции
- орден Трудового Красного Знамени
- орден «Знак Почёта»[4]
- медали.

## Отзывы
Дело в том, что он был одноглазым и приходил в неистовство, когда какой-нибудь фотограф или оператор снимал так, что в кадре оказывался стеклянный глаз.— makarski. Жизнь: в кадре и за кадром (история шестая). livejournal (21 июля 2009). Дата обращения: 5 сентября 2017.